# Diporiphora reginae
Espèce
Diporiphora reginae est une espèce de sauriens de la famille des Agamidae.

## Répartition
Cette espèce est endémique du Sud de l'Australie-Occidentale.

## Étymologie
Cette espèce est nommée en référence au lieu de sa découverte : Queen Victoria Spring (que l'on peut traduire par la source de la reine Victoria), en effet reginae vient du latin regina, et signifie la reine.

## Publication originale
- Glauert, 1959 : A new agamid lizard from Queen Victoria Springs, Western Australia. Diporiphora reginae, sp. nov. Proceedings of the Royal Society of New South Wales, vol. 1957-58, p. 10.